# Pedro Cortés y Larraz
Pour les articles homonymes, voir Cortes.
Pedro Cortés y Larraz, né le 6 juillet 1712 à Belchite en Saragosse et mort le 7 juillet 1787 à Saragosse (Espagne), est archevêque du Guatemala de 1767 à 1779 et évêque de Tortose de 1780 à 1786.

## Biographie
Diplômé d'un doctorat en Espagne à l'âge de 29 ans, il est par la suite ordonné prêtre. Il s'établit dans les possessions espagnoles en Amérique et est consacré évêque par Francisco Fabián Fuero à Puebla.

### Archevêque du Guatemala
En prenant le contrôle de l'archevêque du Guatemala, Cortés y Larraz se prépare à faire le voyage à travers l'archevêché en envoyant une lettre à l'ensemble des prêtres séculiers afin qu'ils se préparent à avoir un rapport à son arrivée. De cette tournée se déroulant de novembre 1768 à août 1770, il écrit Descripción Geográfico-Moral de la Diócesis de Goathemala (Description géographique et morale du diocèse de Guatemala). En 1769, Cortés y Larraz est si désappointé par son nouveau diocèse qu'il présente sa démission. Celle-ci est est refusée par le roi Charles III. Parmi les problématiques qu'il observe, il dénonce l'alcoolisme de la population durant les messes liturgiques et la piètre préparation du clergé séculier dans bon nombre de paroisses. Ces problématiques résultent du changement de doctrine du clergé régulier à la suite des réformes bourboniennes.
Militant ardent de la doctrine orthodoxe, il entre régulièrement en conflit avec les autorités espagnoles et le clergé.

### Séisme de Santa Maria

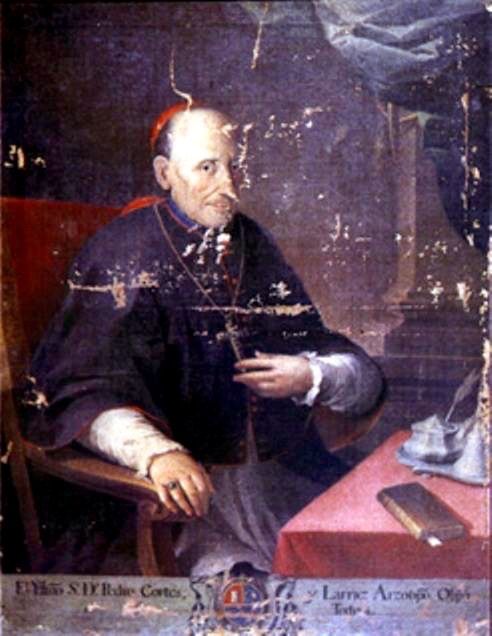
Portrait de l'évêque Cortés y Larraz.

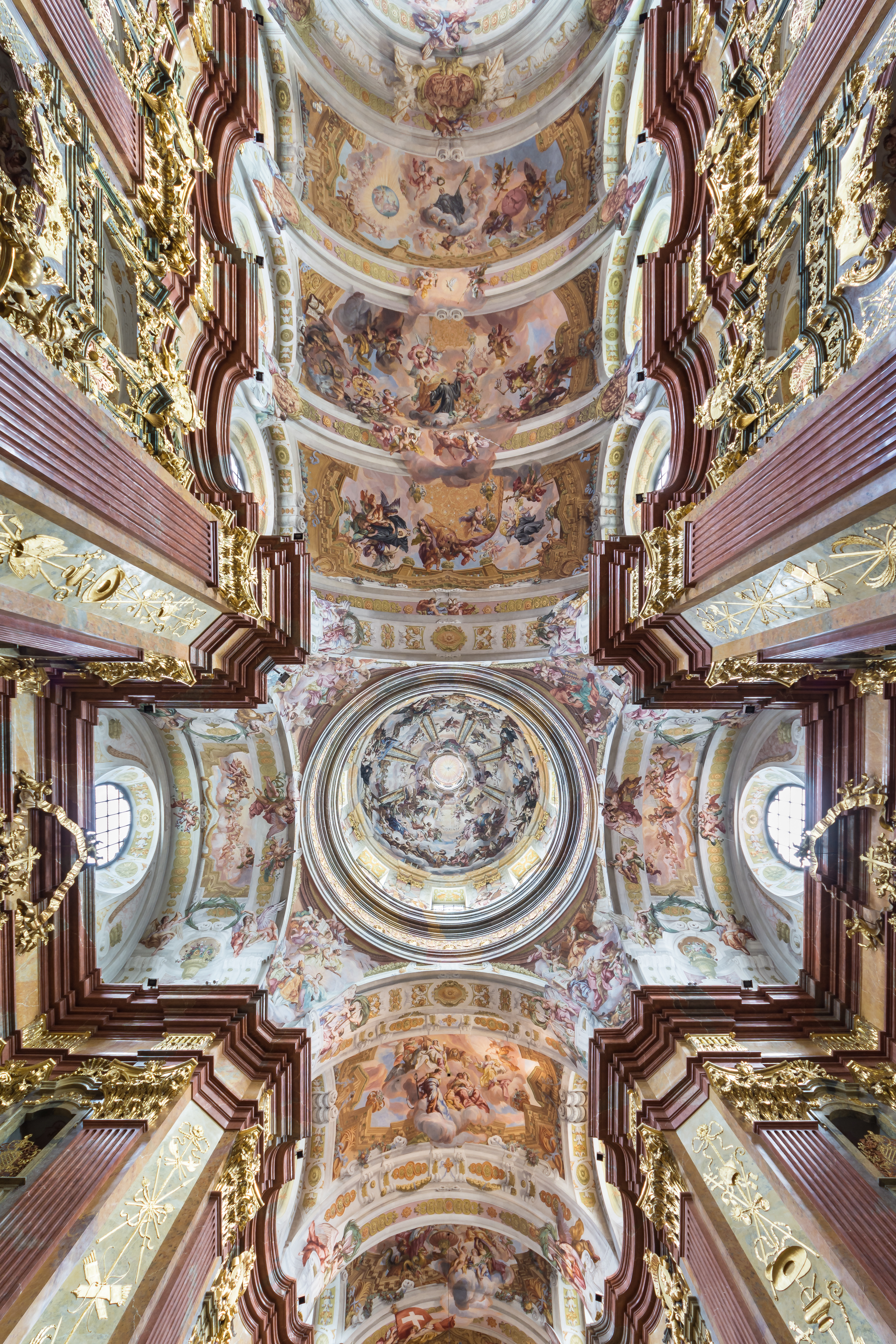
Fresque au plafond de l'abbaye de Melk en Autriche. L'architecture des églises de était similaire à l'abbaye autrichienne avant sa destruction lors séisme de 1773.

Le 12 juin 1773, le capitaine général Martín de Mayorga devient l'homme fort de la capitainerie générale du Guatemala au côté de Cortés y Larraz et des vicaires du clergé régulier. En mai 1773, plusieurs secousses commencent à se faire ressentir et augmentent en intensité jusqu'au tremblement de terre du 11 juin 1773. Ce séisme endommage alors plusieurs maisons et bâtiments. Un autre séisme plus fort et catastrophique survient le 29 juillet 1773, jour de la Sainte-Marthe, et cause de sévères dégâts à la capitale, Antigua Guatemala. Le capitaine général demande alors la permission au roi de relocaliser la ville le 21 juillet 1775. La demande est acceptée en janvier 1776 et la capitale est relocalisée à l'endroit actuel où se trouve Guatemala. Entre temps, Mayorga est remplacé par Matías de Gálvez y Gallardo. Cortés y Larraz s'oppose au déménagement de la ville, car il craint une perte de pouvoir et le manque de ressources financières pour supporter les coûts liés à la construction de nouveaux lieux de culte.

### Remplacement
Le 26 novembre 1777, Cayetano Francos y Monroy (es) est nommé archevêque du Guatemala en raison de la farouche opposition de Cortés y Larraz au déménagement de son diocèse et de la capitale. Initialement, Francos y Monroy décide de reporter sa nomination, mais le 20 novembre 1778, sous la pression de la couronne espagnole, il doit quitte Cadix tôt en mai 1779. Ce dernier par avec un groupe de soutiens dans le but de prendre le contrôle du clergé séculier qui est alors au bord de la rébellion.
Le 7 octobre 1779, Francos y Monroy fait son entrée à Guatemala avec une escorte de huit chevaliers. Alors que la ville entame à peine sa construction, Cortés y Larraz dénonce son successeur dans une lettre publique dans laquelle il le déclare comme un évêque illégitime et le menace d'excommunication. Francos y Monroy prend immédiatement des mesures : il nomme des prêtres pour la ville de Jocotenango et effectue le déplacement jusqu'à l'ancienne ville de Santiago de los Caballeros de Guatemala (en).

### Mort
Las de combattre son successeur, Cortés y Larraz décide de quitter la colonie et de retourner en Espagne en 1779,  où il est nommé évêque de Tortose. Il démissionne en 1786, se retire et meurt à Saragosse en 1787.